# 高感度人間
高感度人間（こうかんどにんげん）は元々日経流通新聞（現日経MJ）が1970年代後半の消費者調査において発見したグループであり、主にマーケティングにおいて使われるようになった用語である。この消費者調査では高感度人間か否かを五感それぞれの鋭さ、運動神経の良さ、ナンセンスの理解、トレンド予知などの12の質問によって判別していた。
この高感度人間は普及学（イノベーター理論）におけるイノベーターに近いという仮説もあったものの、どれほど関係があるかは不明となっている。1990年代の日本色彩学会誌に掲載された論文によれば高感度人間とそれ以外の人間とでは色彩や図柄の感情評価に差異が見られたとされる。
また1993年に日経広告研究所のオピニオンリーダー研究会が行った調査によれば、高感度人間は広告についての意識が社会的ネットワークのオピニオンリーダー（ネットワーク人間）と異なる傾向にあったとされる。
その他、高感度人間という用語は一般人まで広まっていき、高感度人間になるためには右脳を鍛えれば良いという言説も登場した。

## 影響を受けた作品・広告
- 西武 1977年春ファッションテーマ『感度はいかが？ピッ。ピッ。』 - 高感度人間だけでなくBCLブームの影響も受けている[10]

また東レは1986年4月以降に使われたスローガン「原点は、くらしです。」の中で「高感度人間集団」を自称した。